# Canon on a Russian Popular Tune
De Canon (on a Russian Popular Tune) (W16A) is een compositie voor orkest van Igor Stravinsky uit 1965. Het werk ging in 1965 in Toronto in première o.l.v. Robert Craft. Het werk, omschreven als Canon for Concert Introduction or Encore, is een bewerking van het thema uit de finale van Vuurvogel tot een korte canon voor orkest. Het werk in C heeft als tempoaanduiding fortissimo e moderato en wisselt tussen 2/4 en 3/4 maat. Fluiten, hobo en Engelse hoorn houden een hoge G aan, terwijl het hoofdthema in de kwartnoten wordt gespeeld door de klarinetten, de rechterhand van de piano, de rechterhand van de harp, de violen en de altviolen, beginnend met G. Er zijn twee canons in augmentatie: één beginnend op G voor hoorns en de ander beginnend op D voor trompetten. Een canon met inversie beginnend op D is gegeven aan de basklarinet, de fagotten, trombones, de linkerhand van de piano, cello's en contrabassen; een canon in augmentatie in inversie beginnend op C is voor de pauken en de linkerhand van de harp. Het werk duurt slechts vijftig seconden.

## Geselecteerde discografie
Canon op Stravinsky in America, London Symphony Orchestra o.l.v. Michael Tilson Thomas (RCA Victor Red Seal, 09026 68865 2)